# Halina Piękoś-Mirek

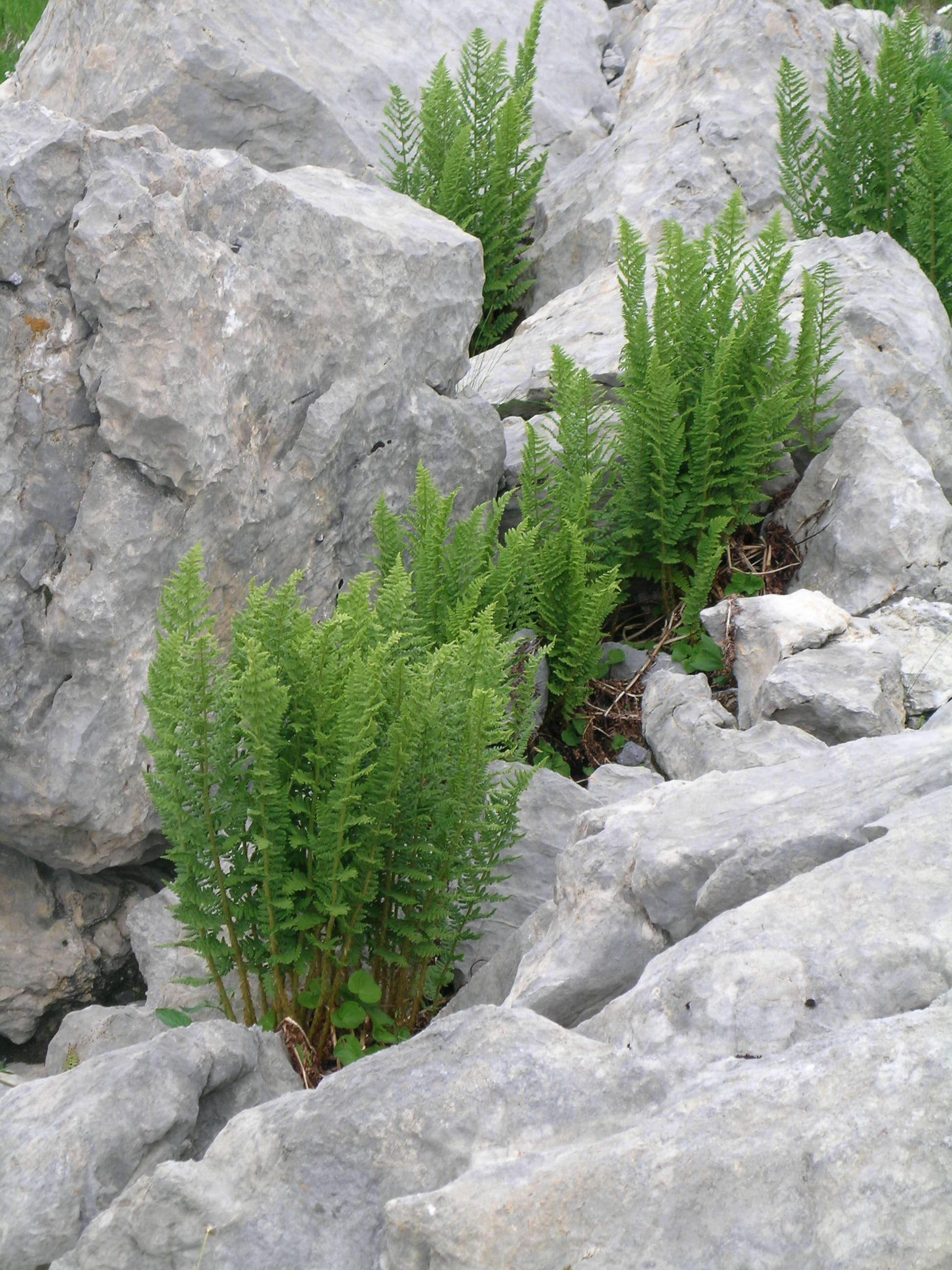
Nerecznica Villara

Halina Maria Piękoś-Mirek, również Halina Piękoś-Mirkowa (ur. 15 lipca 1939 w Cieszynie, zm. 7 kwietnia 2013) – polska botaniczka, profesor dr hab. specjalizująca się w fitogeografii, ochronie przyrody i taksonomii. Wraz z mężem Zbigniewem autorka licznych publikacji naukowych, w tym podstawowych dzieł dotyczących flory Polski i jej ochrony.

## Życiorys
Urodziła się w 15 lipca 1939 w Cieszynie. Ojciec był sędzią i adwokatem, a jej młodszym bratem był późniejszy pianista i profesor Wiesław Piękoś. Po wojnie rodzina przeprowadziła się do Krakowa. Uczęszczała do Szkoły Podstawowej im. A. Mickiewicza i IX Liceum Ogólnokształcącego im. J. Joteyki. Do tej samej klasy chodziły Anna Pacyna i Róża Rajchel (które później także zostały botaniczkami i dr. hab.). W 1962 ukończyła studia na Uniwersytecie Jagiellońskim. Została stażystką, a następnie asystentką w Katedrze Systematyki i Geografii Roślin, której kierownikiem był prof. Bogumił Pawłowski. W 1965 w ślad za profesorem przeniosła się do Instytutu Botaniki PAN. W swoich badaniach naukowych zajmowała się roślinami górskimi, w szczególności roślinnością Tatr.
Od 1977 była kierownikiem Tatrzańskiej Stacji Terenowej Instytutu Ochrony Przyrody PAN oraz Górskiego Ogrodu Botanicznego w Zakopanem. Była kierownikiem Zakładu Ochrony Szaty Roślinnej IOP PAN.
W 1986, wraz z mężem Zbigniewem, odkryła w kotle Wielkiej Świstówki nad Wantulami unikatowe – jedyne w całych Karpatach – stanowisko nerecznicy Villara, oddalone o ponad 500 km od głównego zasięgu rośliny. Położone na wysokości 1360 m n.p.m. stanowisko uległo zniszczeniu w 1997.
26 września 1994 uzyskała habilitację na podstawie pracy Taksonomia Dryopteris na Wydziale Biologii i Nauk o Ziemi UJ. 4 listopada 1999 uzyskała tytuł profesora nauk biologicznych. Specjalizowała się w fitogeografii, ochronie przyrody i taksonomii.
W 2007 odznaczona Medalem im. Władysława Szafera. Była autorką ponad 300 publikacji naukowych, bardzo często pisanych z mężem, w tym podstawowych dzieł dotyczących flory Polski i jej ochrony, m.in. Polskiej czerwonej księgi roślin i Czerwonej księgi Karpat Polskich.
Była członkiem krajowych i zagranicznych towarzystw naukowych, a także członkiem rad redakcyjnych wielu czasopism.
Zmarła 7 kwietnia 2013. Została pochowana na cmentarzu Rakowickim.

## Życie prywatne
W 1976 wyszła za mąż za botanika Zbigniewa Mirka (ur. 1951).